# Cristina Deutekom
Stientje Deutekom-Engel (Amsterdam, 28 augustus 1931 – aldaar, 7 augustus 2014) was een Nederlands operazangeres.

## Loopbaan
Deutekom begon haar loopbaan als Christine Deutekom, veranderde dat vervolgens in Christina Deutekom en liet na haar doorbraak in Italië de h uit haar voornaam weg. Na haar debuut in Venetië kreeg ze daar de bijnaam L'usignolo olandese ("De Nederlandse nachtegaal") en werd later ook wel kortweg La voce (de stem) of La Deutekom genoemd.
Al kort na haar studie aan het Amsterdamsch Conservatorium baarde zij opzien als Königin der Nacht in Mozarts Die Zauberflöte tijdens haar debuut op 2e Pinksterdag 1963 bij de toenmalige Stichting De Nederlandse Opera. Ze kreeg vervolgens echter slechts kleinere rollen te zingen bij het gezelschap.
Tijdens een voorstelling van Der Rosenkavalier in Barcelona, waarin ze de kleine rol van Marianne Leitmetzerin zong, hoorde collega Elisabeth Schwarzkopf – die de hoofdrol van de Marschallin zong in dezelfde productie – haar in de kleedkamer inzingen met de aria van de Koningin van de Nacht. Schwarzkopf opende de deur en vroeg; "Kindchen, weisst Du was Du da singst?" en was geschokt te horen dat ze die rol niet over de hele wereld zong. "Ich halte nicht viel von Intendanten die ein solches Talent nicht erkennen", zei Schwarzkopf en stelde haar voor aan haar eigen manager, Rudi Rotherberger.
In 1967 maakte ze in de rol van Königin der Nacht vervolgens haar debuut aan de Bayerische Staatsoper in München, de Wiener Staatsoper en de Metropolitan Opera in New York. The New York Times noemde haar naar aanleiding van die voorstelling “the greatest Queen of the Night of our time”. In 1974 opende ze daar het seizoen naast Plácido Domingo als Elena in I vespri siciliani. Na het behalen van de Grand Prix du Disque Lirique in 1968 voor een plaatopname met Mozart-aria's was haar internationale doorbraak een feit en zong zij als Königin in vrijwel alle grote operahuizen. Na haar debuut aan het Royal Opera House Covent Garden in Londen schreef het Engelse blad Opera: “Except for Maria Callas in her prime, we have hardly heard anything of equal quality here before”.
Ze bouwde haar repertoire behoedzaam uit. Naast de Königin der Nacht zong ze Mozartrollen als Konstanze (Die Entführung aus dem Serail), Donna Anna (Don Giovanni), Fiordiligi (Così fan tutte) en Vitellia (La clemenza di Tito). Tegelijkertijd triomfeerde ze in Italië met de grote belcantopartijen van Gioachino Rossini (Armida), Vincenzo Bellini (Norma, I puritani) en Gaetano Donizetti (Lucia di Lammermoor).
Haar carrière voerde haar inmiddels naar alle grote operahuizen van de wereld, met een repertoire dat nu ook de grote dramatische Verdi-heldinnen omvatte, zoals Abigaille in Nabucco, Lady Macbeth in Macbeth, Leonora in Il trovatore, Amelia in Un ballo in maschera, Elena in I vespri siciliani en de rollen die in commerciële opnamen zijn vastgelegd: Giselda (I Lombardi alla prima crociata) en Odabella (Attila). Ten slotte zong ze zelfs de titelrollen in Luigi Cherubini's Medea en Giacomo Puccini's Turandot.
Deutekom zong met vrijwel alle grote tenoren van haar tijd, zoals Franco Corelli, Luciano Pavarotti, Plácido Domingo, José Carreras, Alfredo Kraus, Richard Tucker, Carlo Bergonzi, Nicolai Gedda, Mario del Monaco en Franco Bonisolli. Ze beëindigde haar actieve carrière abrupt in december 1986 na hernieuwde hartklachten tijdens een voorstelling van de opera Amaya in Bilbao. Zij wijdde zich vervolgens aan jureren, het geven van masterclasses en privé onderricht. In november 1996 trad zij op 65-jarige leeftijd als verrassing op tijdens een operagala in het Concertgebouw in Amsterdam. Zij zong de Bolero uit I vespri siciliani en Anna Elisa's aria Liebe, du Himmel auf Erde uit de operette Paganini tot groot enthousiasme van het publiek.
Nadat ze in 2004 werd getroffen door een herseninfarct, trok ze zich terug in huiselijke kring.
Ze was een dramatische coloratuursopraan, alhoewel de betiteling lirico spinto met een geweldige coloratuurtechniek wellicht accurater is, aangezien haar stem aanzienlijk meer kracht tentoonspreidde dan die van een coloratuursopraan. Haar stem kenmerkte zich verder door een grote beweeglijkheid en een groot bereik; haar vertolking van de Königin der Nacht wordt over het algemeen als maatstaf gezien. Volgens sommige critici bleven haar acteertalenten hierbij wat achter; anderen loven haar emotionele overgave aan de muzikale dramatiek. Kritiek kwam er vooral uit eigen land, waarbij werd gesteld dat haar coloratuurtechniek op jodelen kon lijken. In Italië werd ze in het Teatro alla Scala juist vanwege haar belcanto techniek zowel in 1973 als '74 tot zangeres van het jaar uitgeroepen. Andere belangrijke prijzen haalde ze in haar lange carrière op in onder meer Verona, Venetië en Parijs.
In 1987 werd het Cristina Deutekom Concours naar haar vernoemd. Het concours voor in Nederland geboren of studerend nieuw operatalent werd tot en met 2009 gehouden en leverde een groot aantal prijswinnaars op dat aanzienlijke internationale carrières heeft opgebouwd. Sinds 2004 bestond er ook een variant voor jongeren, Deutekom Junior.
Ter gelegenheid van haar 80e verjaardag werd in 2011 een gala gegeven in Carré, waarbij zij voor het laatst in de openbaarheid trad. Op initiatief van operazanger Ernst Daniël Smid trad een reeks van Nederlandse en internationale artiesten op.
Op 2 augustus 2014 kwam zij thuis ongelukkig ten val, waarna ze in het VU ziekenhuis in Amsterdam werd opgenomen. Enige dagen later overleed ze aldaar. Op 14 augustus werd zij bijgezet in het familiegraf op begraafplaats Zorgvlied.

## Privéleven

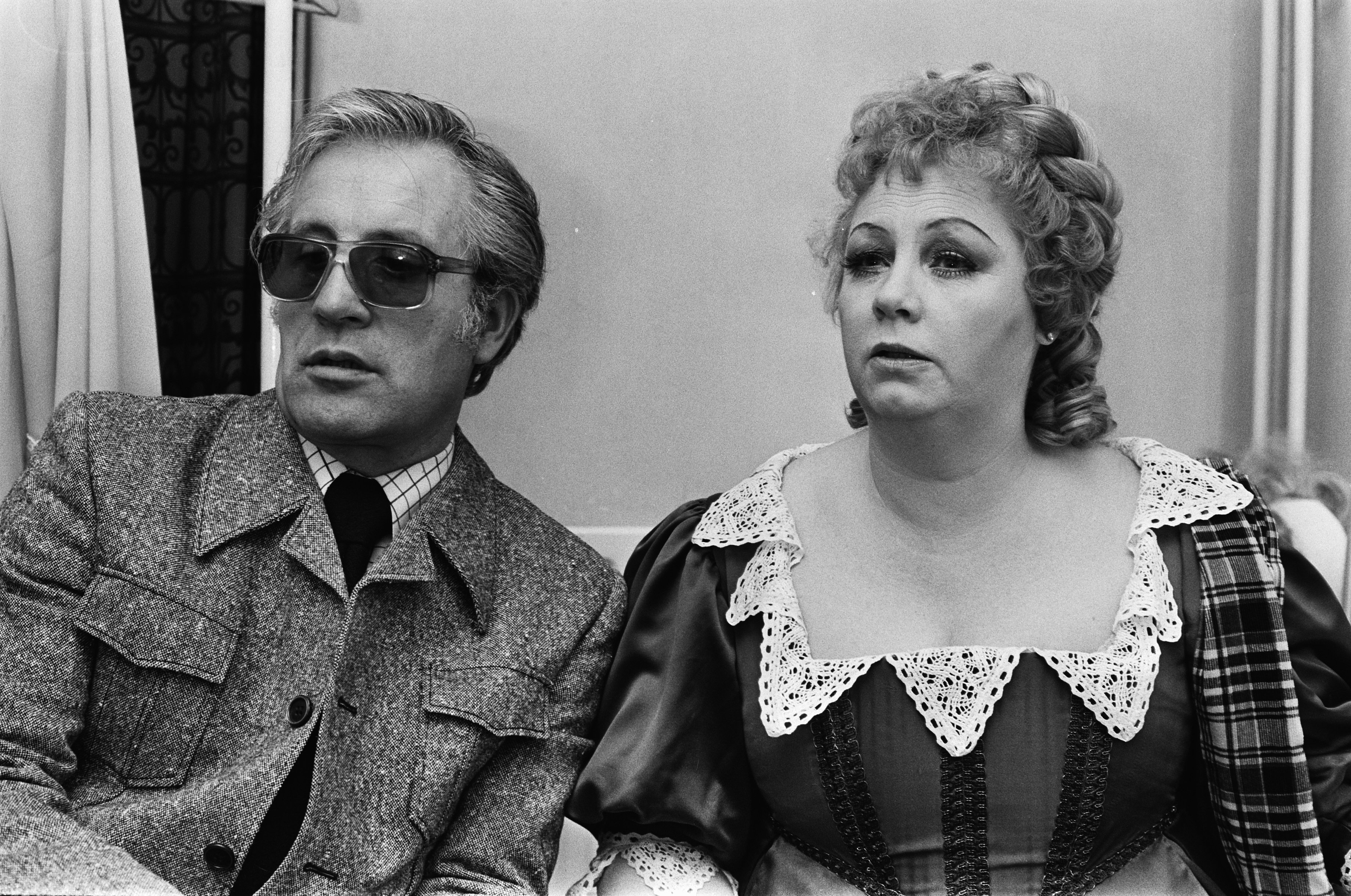
Cristina Deutekom (in operakostuum) met haar man Jaap in 1979

Zij trouwde in 1952 met Jacob "Jaap" Deutekom, die haar tijdens haar hele carrière naar alle optredens begeleidde.
In 1955 kregen zij een dochter, Irma.

## Operarepertoire (volledig)
- Ludwig van Beethoven:
  - Fidelio (Marzelline)
- Vincenzo Bellini:
  - Bianca e Fernando (Bianca)
  - Norma (Norma)
  - I puritani (Elvira)
- Luigi Cherubini:
  - Medea (Medea)
- Gaetano Donizetti:
  - Lucia di Lammermoor (Lucia)
- Jesús Guridi:
  - Amaya (Amaya)
- Georg Friedrich Händel:
  - Alcina (Alcina)
- Wolfgang Amadeus Mozart:
  - Così fan tutte (Fiordiligi)
  - Don Giovanni (Donna Anna)
  - Die Entführung aus dem Serail (Konstanze)
  - La clemenza di Tito (Vitellia)
  - Die Zauberflöte (Königin der Nacht)
- Giacomo Puccini:
  - Turandot (Turandot)
- Gioachino Rossini:
  - Armida (Armida)
  - Mosè in Egitto (Sinaide)
- Camille Saint-Saëns:
  - Henri VIII (Catherine de Aragon)
- Richard Strauss:
  - Elektra (5. Magd)
  - Der Rosenkavalier (Marianne Leitmetzerin)
- Giuseppe Verdi:
  - Alzira (Alzira)
  - Attila (Odabella)
  - Un ballo in maschera (Amelia)
  - Don Carlos (Voce dal cielo)
  - I Lombardi alla prima crociata (Giselda)
  - Macbeth (Lady Macbeth)
  - I masnadieri (Amalia)
  - Nabucco (Abigaille)
  - Rigoletto (Gilda)
  - Simon Boccanegra (Amelia/Maria)
  - Il trovatore (Leonora)
  - I vespri siciliani (Elena)
- Richard Wagner:
  - Götterdämmerung (Woglinde)
  - Die Walküre (Ortlinde)
- Ermanno Wolf-Ferrari:
  - I quatro rusteghi (Marina)

## Engagementen

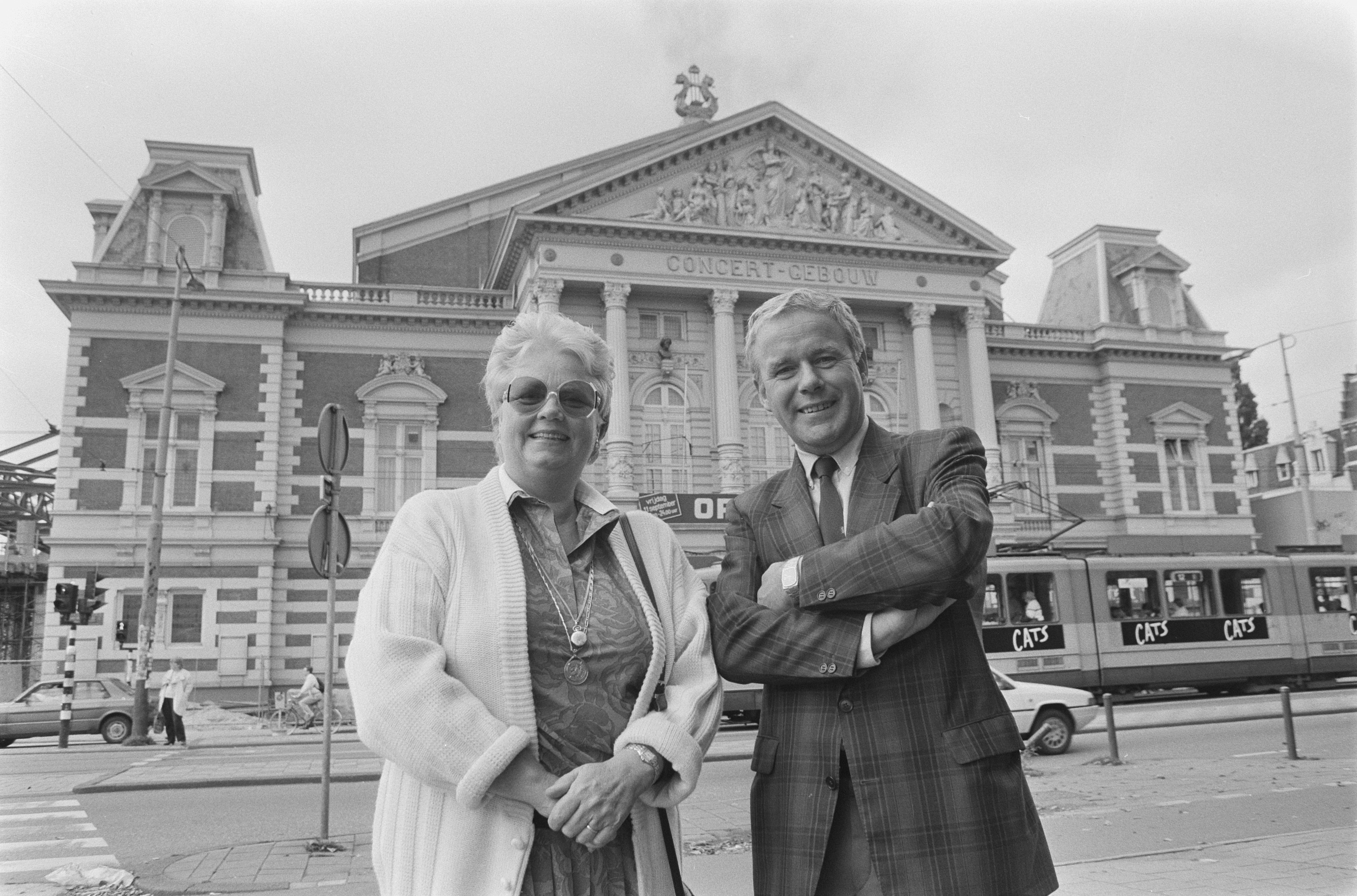
Deutekom voor het Concertgebouw (1987)

- Stichting De Nederlandse Opera (later: De Nederlandse Operastichting), Amsterdam
- Atlanta Opera
- Gran Teatro del Liceo, Barcelona
- Deutsche Oper, Berlijn
- Teatro Arriaga de Bilbao
- Boston Lyric Opera
- Bregenzer Festspiele
- Teatro Colón, Buenos Aires
- Calgary Opera
- Lyric Opera of Chicago
- Cleveland Opera
- Connecticut Opera, Hartfort
- The Dallas Opera
- Michigan Opera Theatre, Detroit
- Edmonton Opera
- Maggio Musicale Fiorentino, Florence
- Teatro Comunale, Florence
- Oper Frankfurt, Frankfurt am Main
- Oper der Stadt Gelsenkirchen
- Opera di Genova, Genua
- Hamburgische Staatsoper
- Oper der Stadt Kiel
- Royal Opera House, Covent Garden, Londen
- Macerata Opera
- Minnesota Opera, Minneapolis
- Bayerische Staatsoper, München
- Teatro San Carlo, Napels
- Newark Opera
- New Orleans Opera
- The Metropolitan Opera, New York
- Teatro Massimo, Palermo
- L'Opéra national de Paris, Parijs
- Pittsburgh Opera
- Teatro dell'Opera, Rome
- San Diego Opera
- The San Francisco Opera
- Opera National Sofiya, Sofia
- National Theatre, Split
- Canadian Opera Company, Toronto
- Teatro Regio, Turijn
- Teatro La Fenice, Venetië
- Arena di Verona
- Wiener Staatsoper, Wenen
- Opernhaus Zürich

## Eerbewijzen
- Freeman of the City Winnipeg, Winnipeg 1981
- Arena d'Oro, Verona, 1976
- Ridder in de Orde van Oranje-Nassau, 1974
- Zangeres van het jaar, Milaan, 1974
- Zangeres van het jaar, Milaan, 1973
- Rigoletto d'Oro, Mantua, 1973
- Premio Romeo e Juliët, Verona, 1972
- Monteverdi d'Oro, Venetië, 1972
- Palco Icenico d'Oro, Mantua, 1971
- Grand Prix du Disque lyrique van de Charles Cros Academy, Parijs, 1968